# ギテガ
ギテガ（Gitega、旧称キテガ (Kitega)）は、ブルンジの首都。ギテガ県の県都でもある。同国最大都市であるブジュンブラの東に位置し、ブルンジの国土のほぼ中央に位置する。ブルンジ国立博物館やカトリックのギテガ大司教区が置かれている。人口は約24万人（2020年）。ブジュンブラが同国の経済の首都であることに対して、ギテガは「政治の首都」とされている。

## 歴史
ドイツがブルンジ王国を植民地化して政府をタンガニーカ湖畔のブジュンブラに移すまではブルンジの首都であった。1966年のクーデターで追放されたブルンジ国王ヌタレ5世が1972年にブルンジに帰国した際、ミシェル・ミコンベロ大統領によって軟禁された自宅もギテガにあった。
2007年7月、ピエール・ンクルンジザ大統領が首都としてブジュンブラよりギテガの方が位置的に優れているとして、ギテガに首都を戻す計画があることを発表した。そして2019年1月16日、議会も承認して遷都が決定した。

## 交通

### 空港
- ギテガ空港（英語版）